# Rita Laura Segato
Rita Laura Segato (Buenos Aires, 14 de agosto de 1951) é uma antropóloga feminista e escritora argentina residente entre Brasília e Tilcara. É especialmente conhecida por suas investigações sobre questões de gênero nos povos indígenas e comunidades latino-americanas, sobre violência de gênero e as relações entre gênero, racismo e colonialidade.
PhD pelo Departamento de Antropologia Social da Queen's University de Belfast (1984), foi professora do Departamento de Antropologia da Universidade de Brasília entre 1985 e 2010, e professora dos Programas de Pós-graduação em Bioética e em Direitos Humanos até se aposentar como professora titular em 2017.  É investigadora do Conselho Nacional de Desenvolvimento Científico e Tecnológico (CNPq) desde 1998.
Foi co-autora da primeira proposta de cotas para estudantes negros e indígenas na educação superior do Brasil, e co-autora, com 41 mulheres indígenas, da primeira proposta de políticas públicas para mulheres indígenas (2002).  
Colaborou com a FUNAI na série de oficinas realizadas entre 2003 e 2012 junto a mulheres indígenas de todo o país, assim como também com organizações de mulheres do México, El Salvador, Guatemala, Nicarágua e Honduras. 
Em 2013 participou como especialista em Violência Misógina no Tribunal de Direitos das Mulheres Viena+20, organizado por Mugarik Gabe.. 
Atuou como perita para o Ministério Público de Guatemala no Tribunal para o caso Sepur Zarco, que julgou o crime de exploração sexual e trabalho forçado sob regime de escravidão praticado por militares guatemaltecos durante o regime autoritário contra mulheres indígenas de etnia maya q'eqchi'es.. 
Em 2014 atuou como juíza no Tribunal Permanente dos Povos (TPP) para o capítulo México na audiência sobre os crime cometidos contra mulheres, em Chihuahua.

## Trajetória
Cursou o ensino primário na Escuela Normal en Lenguas Vivas Juán Ramón Fernández e o ensino secundário no Colégio Nacional de Buenos Aires (1970). Estudou também no Conservatório Municipal Manual de Falla (1967) e na Escuela Nacional de Danzas (1973). Cursou licenciatura em Ciências Antropológicas na Universidade de Buenos Aires até sua primeira formatura em 1974. Se especializou em etnomusicologia no Instituto Interamericano de Etnomusicología y Folklore de Caracas com Isabel Aretz (1975), onde permaneceu como investigadora do arquivo de música latino-americana até 1980.
Obteve seu doutorado em antropologia social na Universidade Queen’s de Belfast onde estudou Antropologia da Música com John Blacking e Antropologia Social com Milan Stuchlick e Gerd Baumann.
Foi professora do Departamento de Antropologia da Universidade de Brasília entre 1985 e 2010. Em 2011 migrou para docência de pós-graduações interdisciplinares de Bioética e Direitos Humanos na mesma universidade, além de atuar como professora visitante em diversos programas de doutorado na América Latina.
Em 1993 se aproximou da análise da violência contra as mulheres por encargo do governo da cidade de Brasília. Inicialmente, acreditou que seria uma pesquisa temporária, no entanto, a análise das violências machistas a acompanhou até a sua recente aposentadoria.
Em 2006 realizou uma investigação sobre os crimes de Ciudad Juárez.
A partir da análise do feminicídio de Ciudad Juárez, Segato propõe pensar a violência contra as mulheres como um sistema de comunicação que mostra a força e a impunidade daqueles - tanto no Estado como de modo paraestatal - que reinam na fronteira.

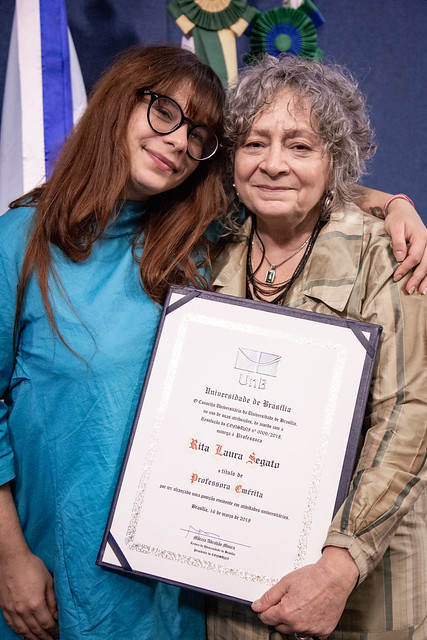
Professora Rita Segato recebe o título de professora emérita da UnB. Foto: Beto Monteiro / Secom UnB.

Se o ato violento é entendido como mensagem e os crimes se percebem orquestrados em um claro estilo responsorial, nos encontramos com uma cena onde os atos de violência se comportam como um idioma capaz de funcionar eficazmente para os entendidos, os avisados, os que falam, ainda quando não participem da ação enunciativa. É por isso que, quando um sistema de comunicação com um alfabeto violento se instala, é muito difícil desinstala-lo, elimina-lo.

## Posição sobre a violência de gênero
Considera que a violência contra as mulheres da maneira como pode ser observada na Argentina tem relação com o momento mundial em que "há donos do poder" em uma época de possessividade ("dueñidad") o que faz estourar no inconsciente coletivo na maneira em que os homens que obedecem a um mandato de masculinidade, que é um mandato de poder, provam o seu poder através dos corpos das mulheres.
Considera que as relações de gênero são um campo de poder e que é um erro falar de crimes sexuais, que deveriam ser considerados "crimes de poder, da dominação, da punição". Prefere falar em violência de gênero do que de violência contra as mulheres. Explica: "prefiro chamá-la assim, o conceito de gênero foi uma descoberta para poder falar de uma estrutura que organiza os corpos, desde um teatro de sombras e é uma categoria muito útil".
Considera que a violência de gênero tem um "efeito de chamada", é "contagiosa" e pode ser transformada em espetáculo.
Sobre a crença generalizada sobre se a reincidência é inevitável no caso de estupradores, ela considera que: "é obrigatório pensar que todo o ser humano pode mudar. É muito difícil, às vezes. É necessário dar as condições para que possa mudar, condições que não estão dadas na atualidade."

## Livros
Entre seus livros, destacam-se Las estructuras elementales de la violencia (2003), La nación y sus otros (2007) e Las nuevas formas de la guerra y el cuerpo de las mujeres (2014).
- Santos e Daimones. O politeísmo afrobrasileiro e a tradição arquetipal (Editora da Universidade de Brasília 1995 y 2005);
- Las Estructuras Elementales de la Violencia. Ensayos sobre género entre la antropología, el psicoanálisis y los Derechos Humanos (Buenos Aires: Prometeo, 2003 y 2013, 2ª. Edición);
- La Escritura en el cuerpo de las mujeres asesinadas en Ciudad Juárez. Territorio, Soberanía y Crímenes de Segundo Estado (México, DF: Universidad del Claustro de Sor Juana, 2006);
- La Nación y sus Otros (Buenos Aires: Prometeo, 2007);
- L’Oedipe Noir (París: Petite Bibliothèque Payot, editorial Payot et Rivages, 2014);
- Las nuevas formas de la guerra y el cuerpo de las mujeres (México, DF: Pez en el Árbol, 2014);
- La crítica de la colonialidad en ocho ensayos (Buenos Aires: Prometeo, 2015);
- La Guerra contra las mujeres (Madrid: Traficantes de Sueños, 2016).

## Reconhecimentos
- 2014 - Foi incluída na página Heroínas.net
- 2017 - A revista mexicana La Tempestad a incluiu entre os quatro intelectuais representativos do Pensamento Latino-americano Contemporâneo
- 2017 - A agência espanhola EsGlobal classificou-a como uma das 30 intelectuais ibero-americanas mais influentes

## Prêmios e títulos

### 2021
- Prêmio Frantz Fanon Lifetime Achievement, Caribbean Philosophical Association[12]

### 2020
- Professora Honoris Causa da Universidade Nacional de Cuyo, Argentina, Universidade Nacional de Cuyo, Argentina[13]
- Doutora Honoris Causa da Universidade Iberoamericana de México, Universidad Iberoamericana de México[14]
- Prêmio Daniel Cosío Villegas en Ciencias Sociales, COLMEX[15]

### 2019
- Prêmio Pensamiento Argentino, Centro Cultural Caras y Caretas[16]

### 2018
- Professora Emérita da Universidade de Brasília, Universidade de Brasília[17]
- Professora Honoris Causa da Universidade Autônoma de Entre Rios, Argentina[18]
- Professora Honoris Causa da Universidade Nacional de Salta, Argentina[19]
- Professora Honoris Causa da Universidade Provincial de Córdoba, Argentina
- Catedrática da Cátedra Aníbal Quijano do Museu Reina Sofía da Madri, Espanha
- Catedrática da Cátedra Rita Segato de Pensamento Incômodo, Universidad Nacional de San Martin (UNSAM), Argentina
- Medalha de Prata da Ordem de San Ignacio de Loyola, Universidad Iberoamericana de México
- Personalidade Destacada da Cultura da Cidade de Buenos Aires, na Câmara Legislativa da Cidade
- Um dos 25 intelectuais mais influentes de Iberoamérica, Agencia EsGlobal
- Premio Latino-americanos y Caribenho de Ciências Sociais CLACSO 50 anos

### 2017
- Premio - Latinoamericano y Caribeño de Ciencias Sociales CLACSO 50 Años, Consejo Latinoamericano de Ciencias Sociales, CLACSO..
- Prêmio Las 30 intelectuales más influyentes de Iberoamérica, Agencia EsGlobal

### 2016
- Título de Visitante Ilustre, Universidade de Guadalajara, México
- Título de Visitante Ilustre da Ciudad de Montevidéu, Uruguai
- Prêmio "Os quatro (4) autores representativos do Pensamento Contemporâneo Latinoamericano", Revista La Tempestad do México

### 2015
- Prêmio Parceiro da Imprensa, Universidade de Brasília

### 2014
- Professora do Programa de Doutorado em Estudos Culturais Latinoamericanos, Universidade Andina Simon Bolivar.
- Prêmio Figura da Galeria de Heroínas, Heroínas.

### 2012
- Membro do júri do Premio Extraordinario de estudios sobre la presencia negra en la América y el Caribe contemporáneos, Casa de las Américas.